# Nuevo curso
El Nuevo curso o Nueva ruta (en alemán: Neuer Kurs) es un término utilizado para describir la reorientación de la política interna en el Imperio alemán después de la dimisión del canciller Otto von Bismarck. Los historiadores generalmente identifican este momento con la cancillería de Leo von Caprivi (1890-1894). Algunos representantes del Nuevo curso también se mantuvieron de momento aún bajo el príncipe Chlodwig zu Hohenlohe-Schillingsfürst en el cargo. Solo rara vez se aplica el concepto también a la política exterior de ansia expansionista de Guillermo II desde la segunda mitad de la década de 1890.

## Significado y objetivo
El concepto de "nuevo curso" fue utilizado como concepto político en aquel tiempo por una modificación a un telegrama de Guillermo II fechado en abril de 1890. Significó "la vía hacia la guerra" de lo que sería la Primera Guerra Mundial que sin embargo iniciaría Austria. 

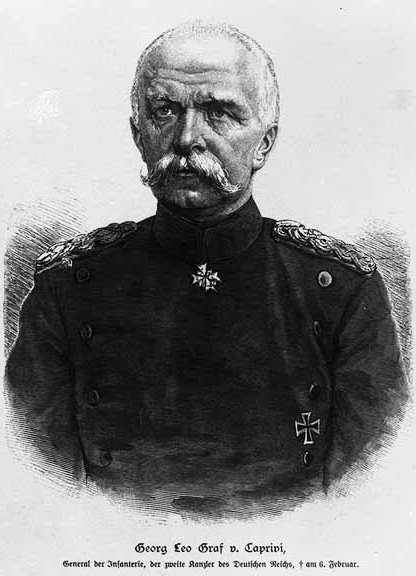
Leo von Caprivi.

El motor central fue el canciller y Ministro-presidente prusiano Leo von Caprivi.

## Preludio

### La política exterior de Bismarck: a la defensiva
Desde 1871, después de la unificación alemana, Bismarck ejerció un rol mediador que ayudó a Alemania a entrar en el sistema de equilibrio de poder de los estados europeos. 

Triple Alianza (1882) y Entente cordiale.

Se enmarcaron en este proceso la Liga de los Tres Emperadores (1873), la Doble Alianza (1879), la Triple Alianza (1882), el Tratado de Reaseguro (1887) y la Triple Alianza Oriental (Orientdreibund) (1887)

## Nuevo curso: colonialismo alemán y ambición de ser potencia mundial
Tras el apartamiento de Bismarck de la cancillería por diferendos con el káiser Guillermo II, el Nuevo curso fue la dirección seguida por sus sucesores. El Nuevo curso ya no significó la búsqueda de seguridad diplomática y equilibrio de poderes, pues fue contrario a estas políticas de Bismarck, fue signo de una política agresiva de política de ambición por su tajada del reparto geopólitico entre las potencias mundiales.